# Ай (Мечетлінський район)
Ай (рос. Ай, башк. Әй) — присілок (у минулому селище) у складі Мечетлінського району Башкортостану, Росія. Входить до складу Алегазовської сільської ради.
Населення — 33 особи (2010; 50 у 2002).
Національний склад:
- росіяни — 80 %